# Bizușa-Băi
Bizușa-Băi – wieś w Rumunii, w okręgu Sălaj, w gminie Ileanda. W 2011 roku liczyła 77 mieszkańców.